# Revelations – Die Offenbarung
Revelations – Die Offenbarung (Originaltitel: Revelations) ist eine US-amerikanische Miniserie des Senders NBC aus dem Jahre 2005 mit einem Genremix aus Mystery, Drama und Thriller. Sie behandelt das Thema der Apokalypse, der Titel der Serie ist entsprechend an das Buch der Offenbarung des Johannes im Neuen Testament der Bibel angelehnt.

## Handlung
Im Mittelpunkt der Handlung stehen Dr. Richard Massey und Schwester Josepha Montafiore auf der Seite des Guten und der Satanist Isaiah Haden auf der Seite des Bösen.
Richard Massey ist ein bekannter und renommierter Astrophysiker an der Harvard University. Er ist gerade erst nach Hause zurückgekehrt, nachdem er selbst den brutalen Mörder seiner Tochter Lucy, den Satanisten Isaiah Haden, gejagt und hinter Gitter gebracht hat. Massay selbst ist Wissenschaftler durch und durch. Entsprechend glaubt er nicht an Wunder und Prophezeiungen, wie sie in der Bibel beschrieben sind. Bedingt durch den Verlust seiner Tochter und seiner Frau, die ihn deswegen verlassen hat, befindet er sich ziemlich am Tiefpunkt seines Lebens und wird maßgeblich vom Verlangen, dem Mörder seiner Tochter die gerechte Strafe zuteilwerden zu lassen, getrieben.
In der Zwischenzeit wird Schwester Josepha Montafiore, die für die Eklind Foundation, eine wohlhabende christliche Organisation, arbeitet, zu einem hirntoten Mädchen in ein Krankenhaus gerufen. Das Mädchen war zuvor zweimal von einem Blitz getroffen worden und spricht seitdem im Koma lateinische Verse aus der Offenbarung des Johannes. Josepha hält dies für ein Zeichen Gottes und beschließt, dieses Wunder weiter zu ergründen. Sie bittet daraufhin Dr. Massey um Hilfe, das Geheimnis um die Apokalypse aufzudecken.
Den beiden gegenüber steht Isaiah Haden, der sich selbst als Verkünder des Bösen sieht und aus dem Gefängnis seine Anhänger kontrolliert. Um die Ankunft des Antichristen vorzubereiten, lässt er Masseys Sohn Hawk entführen und versucht sich Lucys zu bemächtigen. Gleichzeitig schart er durch satanistische Predigten die Insassen des Gefängnisses als weitere Anhänger um sich.

## Ausstrahlung in Deutschland
Die sechs Folgen der Serie wurden im Juli 2007 auf kabel eins innerhalb von zwei Tagen ausgestrahlt.

## Auszeichnungen
- Satellite Awards 2005: Nominierung für beste Darstellerin in einer Miniserie und beste Miniserie
- Emmy 2005: Nominierung für bestes Makeup und beste Musikkomposition
- Artios 2005: Nominierung für das beste Casting einer Miniserie
- Gewinn des BMI TV Music Award 2005
- Saturn Award 2006: Nominierung für die beste TV-Präsentation